# Gary Mark Smith

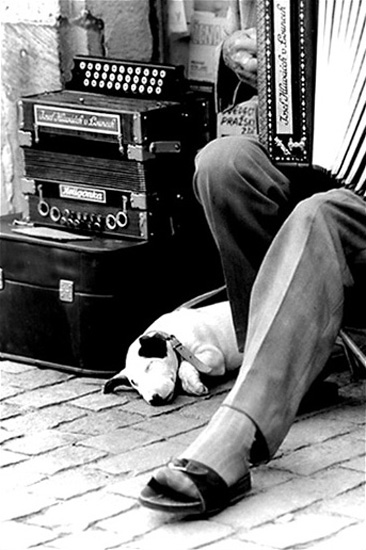
Pražská pouliční scéna, Karlův most, 1990

Gary Mark Smith (* 27. dubna 1956) je americký pouliční fotograf. Je známý svým empatickým a literárním stylem fotografií zachycených v extrémně nebezpečném prostředí.

## Mládí a vzdělání
Narodil se v Bethlehemu, Pennsylvania a své první fotografie pořídil na rodinné farmě u Kutztownu.
Na střední škole začal fotografovat pouliční život ve Washington Square Parku v nedalekém New Yorku.
V roce 1984 dostudoval žurnalistiku na University of Kansas v Lawrence.

## Dílo

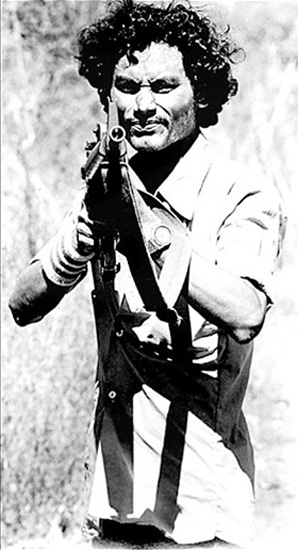
War Time, El Salvador příslušník FMLN

Mezi lety 1982 a 2005 se stal uznávaným a inovativním fotografem Global Street a vyznamenal se svým způsobem stírání hranice mezi dokumentární žurnalistikou a výtvarným uměním a svědectvím o nebezpečí a dramatických chvílích. Jeho snímky jsou vizuálně povedené a zároveň intelektuálně stimulují. Mezi jeho nejznámější projekty patří:
Cold War
Během dob studené války podnikl několik výprav do Salvadoru, Guatemaly a Nikaragui kde se nechal inspirovat partyzánskou válkou - načerno si přivydělával jako novinář pro univerzitní Deník Kansan, působil jako fotograf na volné noze pro Associated Press, United Press International a další instituce. Za své snímky obdržel několik cen a v prosinci 1991 mu americký časopis American Photo udělil ocenění American Photo Career Photographer.
Molten Memoirs

Tora Bora: An American Global Street Photographer’s Post 9-11 View of the Streets of the Afghanistan/Pakistan Tribal Belt at the Time of Tora Bora.
Katrina
Dne 1. září 2005 byl Smith poslán americkým Červeným křížem dokumentovat následky hurikánu Katrina a záplavy v New Orleans, Louisiana. V roce 2009 bylo osm jeho obrazů zařazeno do stálé sbírky v neworleanském muzeu umění (NOMA).
Sleeping in the City: Global Street Photography from Inside the Wire.

## Knihy na téma pouliční fotografie
- “Molten Memoirs: Essays, Rumors, Field Notes and Photographs From The Edge of Fury” (1999, 2000, 2001, 2009) An Artist’s Account of the Volcano Holdouts of Salem, Montserrat. (Issued on tape for the sight impaired in 2001 by Audio Reader; 2009 issued as a Kindle Edition)
- “Searching For Washington Square” (2001) (Published by the Traver Foundation)
- “White With Foam”: Essays, Rumors, Field Notes, and Photographs from the Edge of World War III (September 10, 2001 to September 12, 2002) (Published as an online book December 2007)
- ”The Road to Hell: How to Make Heaven Out of Third Class Travel” 2009.

## Galerie

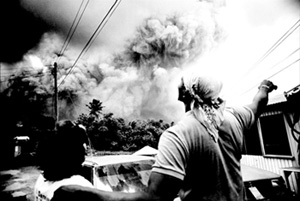
Erupce vulkánu Sufriere Hills na karibském ostrově Montserrat
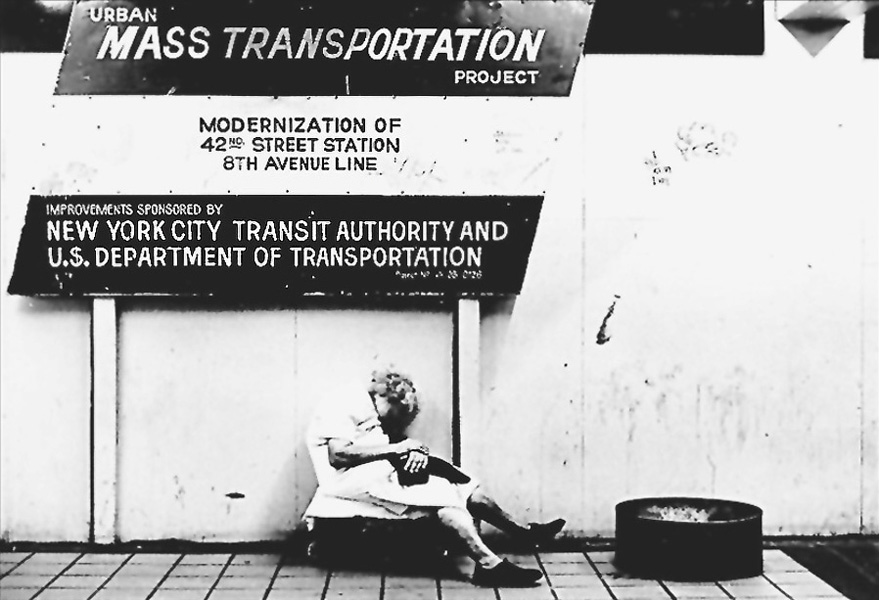
Waiting for Improvement, 3:30 New York City
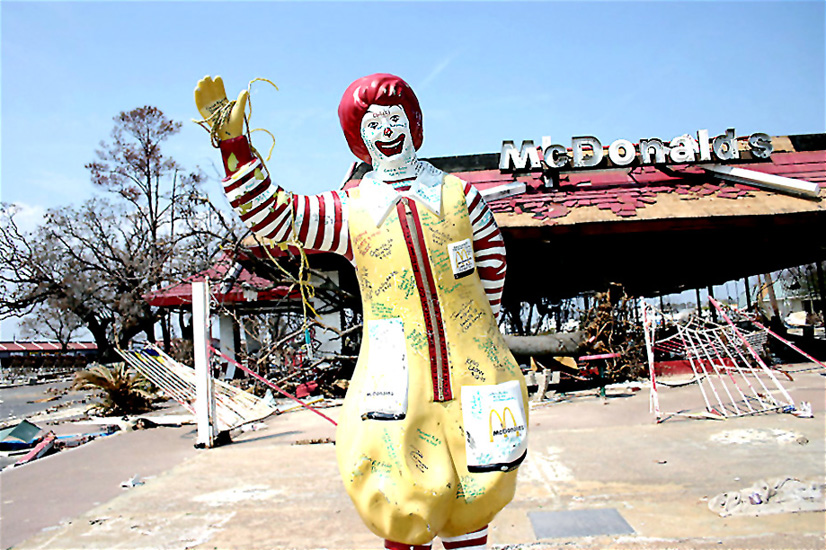
Katrina, ničivé účinky hurikánu podél silnice Highway 90 u Mississippi Gulf Coast, začátek září 2005
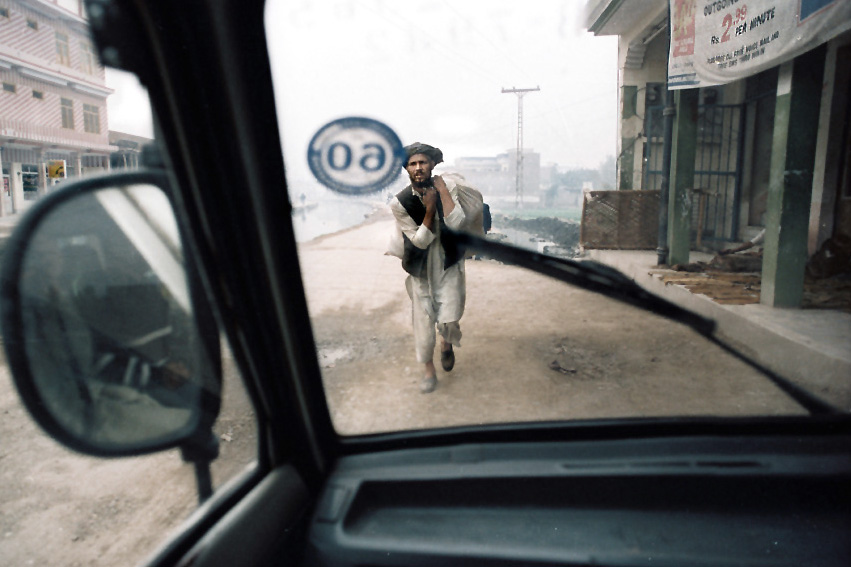
Snímek talibanského válečníka utíkajícím před americkými bombardéry na Tora Bora
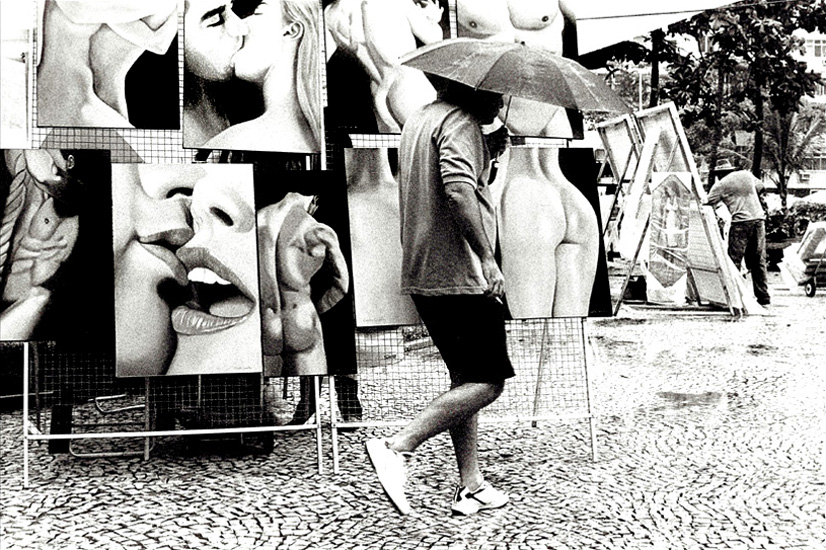
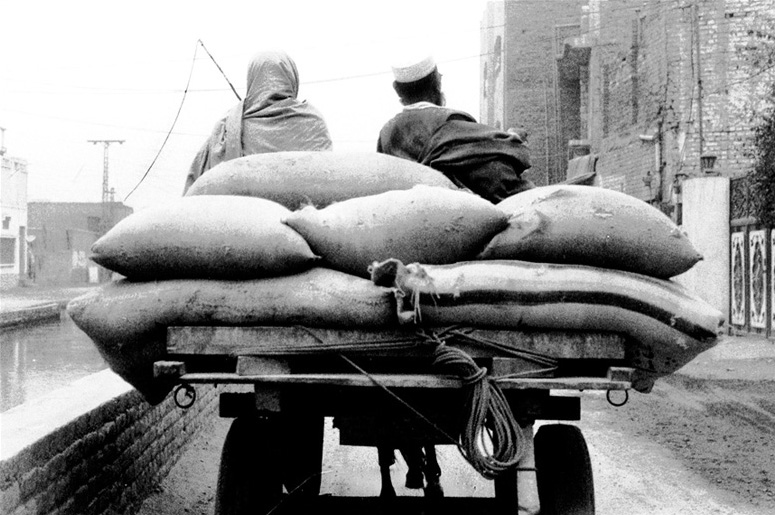
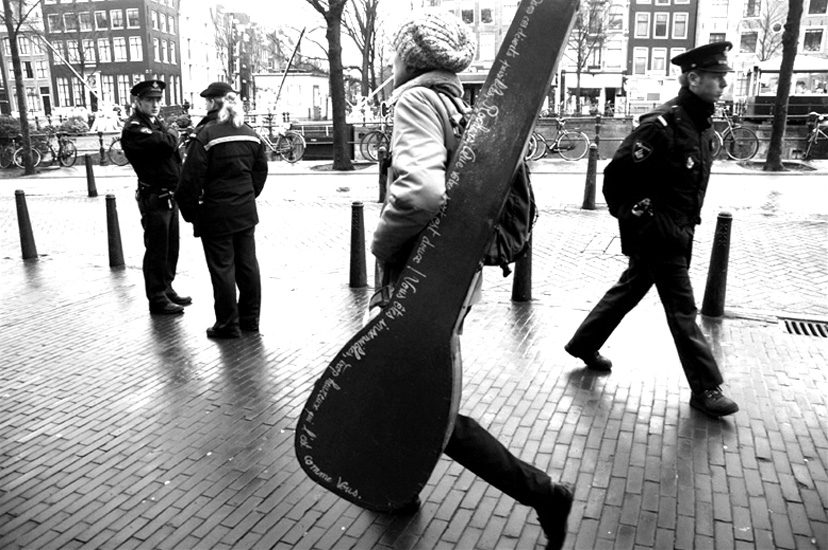